# Comuna de Łysomice
Łysomice (polaco: Gmina Łysomice) é uma gminy (comuna) na Polónia, na voivodia de Cujávia-Pomerânia e no condado de Toruński. A sede do condado é a cidade de Łysomice.
De acordo com os censos de 2004, a comuna tem 8220 habitantes, com uma densidade 64,6 hab/km².

## Área
Estende-se por uma área de 127,34 km², incluindo:
- área agrícola: 69%
- área florestal: 23%

## Demografia
Dados de 30 de Junho 2004:
|                      | Total   | Total | Mulheres | Mulheres | Homens  | Homens |
| -------------------- | ------- | ----- | -------- | -------- | ------- | ------ |
|                      | pessoas | %     | pessoas  | %        | pessoas | %      |
| População            | 8220    | 100   | 4123     | 50,2     | 4097    | 49,8   |
| Densidade (pop./km²) | 64,6    | 100   | 32,4     | 32,4     | 32,2    | 32,2   |

De acordo com dados de 2002, o rendimento médio per capita ascendia a 1360,97 zł.

## Comunas vizinhas
- Chełmża, Kowalewo Pomorskie, Lubicz, Łubianka, Toruń, Zławieś Wielka